# Dietmar Richter (Biochemiker)
Dietmar Richter (* 1939) ist ein deutscher Biochemiker und Mikrobiologe. Er ist emeritierter Professor für Biochemie an der Universität Hamburg und Gründer des Zentrums für Molekulare Neurobiologie Hamburg (ZMNH). Zusammen mit Gebhard Koch aus Hamburg initiierte er die Blankenese Conferences, ein jährliches Symposium zu aktuellen Themen der Neurobiologie und Molekularbiologie. Thema der 41. Konferenz im Juni 2024, die Richter zusammen mit Eckart Gundelfinger vom Leibniz-Institut für Neurobiologie leitete, waren Synaptopathies – Molecular Mechanisms of Brain Disease.

## Leben
Im Jahr 1967 promovierte Richter zum Dr. rer. nat. in Mikrobiologie und Biochemie am Institut für Physiologische Chemie und Physikalische Chemie der Universität Kiel. Danach war er wissenschaftlicher Mitarbeiter am Institut, bis er 1969 in den USA wissenschaftlicher Mitarbeiter bei Fritz Albert Lipmann an der Rockefeller University in New York wurde. Nach Deutschland kehrte Richter 1973 als Arbeitsgruppenleiter am Max-Planck-Institut für Molekulare Genetik in Berlin zurück.
Ein Jahr darauf wurde Richter Professor und Direktor der Abteilung für Zellbiochemie am Institut für Physiologische Chemie am Universitätsklinikum Hamburg-Eppendorf. Diese Aufgabenbereiche führte er bis 1985 aus, ehe er Direktor des Instituts für Zellbiochemie und klinische Neurobiologie dort wurde. Das Institut wurde 2005 im Zuge seiner Emeritierung geschlossen.
Von 1987 an schließlich war Richter als Gründungsdirektor am Aufbau des Zentrums für Molekulare Neurobiologie Hamburg am Universitätsklinikum Hamburg-Eppendorf beteiligt. 1996 legte er dieses Amt nieder ist aber weiterhin als emeritierter Hochschulprofessor am ZMNH tätig.

## Mitgliedschaften
- Wissenschaftlicher Beirat des Otto Loewi Center for Cellular and Molecular Neurobiology, The Hebrew University, Jerusalem, Israel (seit 1986)
- Wissenschaftlicher Beirat des Bernhard-Nocht Institut für Tropenmedizin, Hamburg (seit 1987)
- Mitglied der Königlichen Akademie der Wissenschaften Dänemarks, Kopenhagen (seit 1990)
- Wissenschaftlicher Beirat des Zentrums für Molekulare Biologie (ZMBH), Heidelberg (1990–1994)
- Mitglied im Gründungskomitee des Leibniz-Instituts für Neurobiologie, Magdeburg (1991–1993)
- Wissenschaftlicher Beirat des Leibniz-Instituts für Neurobiologie, Magdeburg (1991–2000)
- Wissenschaftlicher Beirat des Max-Planck-Instituts für Experimentelle Medizin, Göttingen (seit 1999)
- Gewähltes Mitglied der European Molecular Biology Organization (EMBO)